# Rangueil
Pour la station de métro de Toulouse, voir Rangueil (métro de Toulouse).

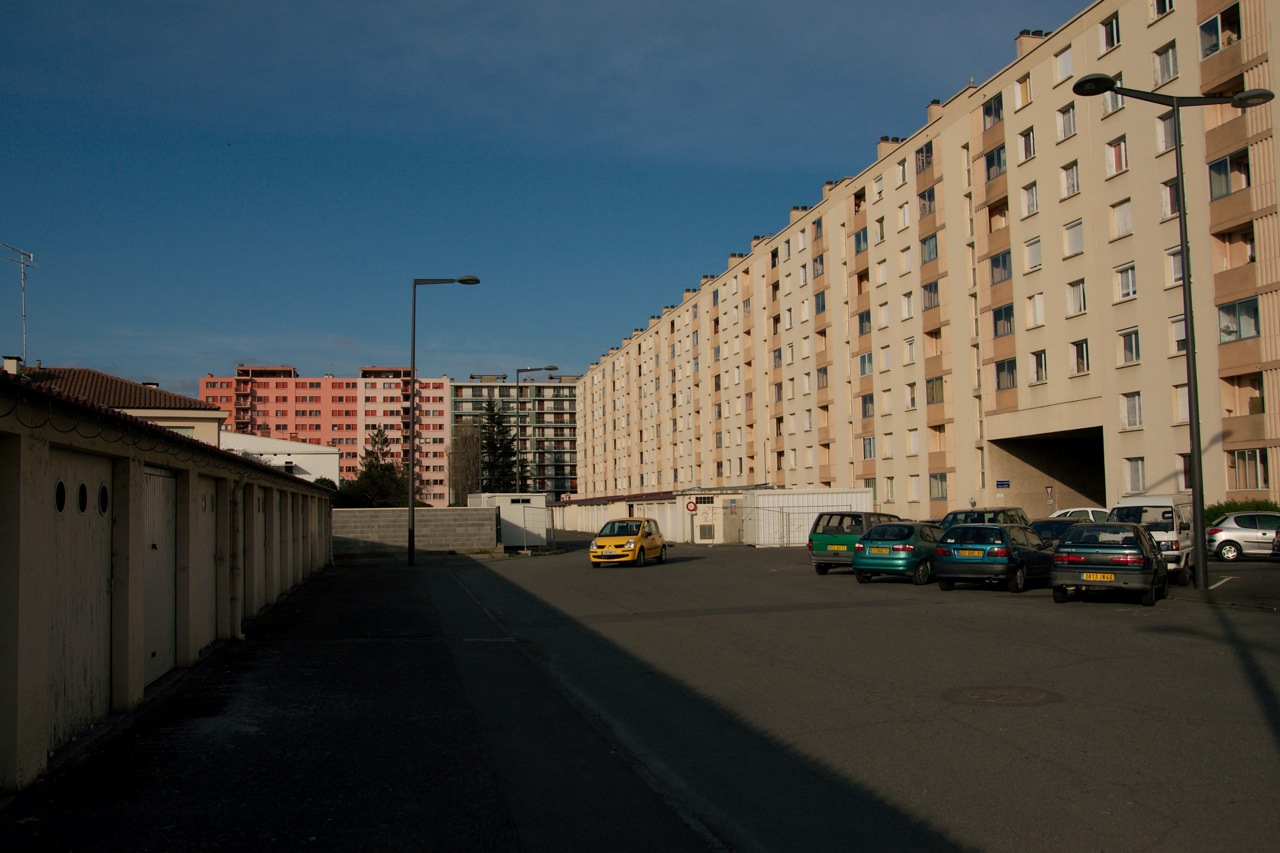
Grands ensembles.

Rangueil, Rangulh en òc,  est un quartier résidentiel au sud est de Toulouse en Haute-Garonne où l'on trouve entre autres des facultés ainsi qu'un pôle scientifique important.

## Établissements scientifiques
- Centre national d'études spatiales (CNES)
- Office national d'études et de recherches aérospatiales (ONERA)
- Centre spatial de Toulouse
- Délégation régionale 14 du Centre national de la recherche scientifique (CNRS)
  - Institut de recherche en informatique de Toulouse (IRIT-CNRS)
  - Laboratoire d'analyse et d'architecture des systèmes (LAAS-CNRS)
  - Laboratoire plasma et conversion d'énergie (LAPLACE-CNRS)
- École nationale de l'aviation civile (ENAC)
- Institut de Formation en Soins Infirmiers (IFSI)
- Institut national des sciences appliquées de Toulouse (INSA)
- Institut supérieur de l'aéronautique et de l'espace (ISAE)
- Institut de mathématiques de Toulouse (IMT)
- Centre d'élaboration de matériaux et d'études structurales (CEMES)
- Université Paul Sabatier (UPS)
  - Facultés de médecine, de sciences pharmaceutiques et de chirurgie dentaire
  - Institut universitaire de technologie de Toulouse A
  - IUT
  - Hôpital de Rangueil (CHU de Toulouse)
  - Observatoire Midi-Pyrénées (OMP)

On peut donc voir que ce quartier est marqué par la médecine (hôpital et facultés de médecine, de pharmacie...), l'aéronautique (services de l'Aviation civile et son école nationale, ISAE) et la recherche spatiale (CNES, OMP).

## Transports
- Bus de Toulouse ;
- Métro de Toulouse station de Rangueil sur la ligne B ;
- Téléphérique de Toulouse station de Louis Lareng - CHU Rangueil (à partir de début 2022[1]).

## Histoire
Le quartier tient son nom du château de Rangueil, construit au début du XVIIIe siècle par Louis-François de Rangueil, capitoul de Toulouse. Le château, détruit au début des années 1980, se trouvait dans le triangle que forment aujourd'hui l'avenue de Rangueil, la rue des Cormiers et le périphérique toulousain. Il possédait un grand parc dont subsiste une partie de l'allée, qui rejoignait la route de Narbonne là où se trouve actuellement le commissariat Sud de Toulouse.
Saisi à la Révolution française, le château passa par la suite aux mains des religieuses du Sacré-Cœur. À partir des années 1920 y fut ouverte une école privée pour jeunes filles. Une partie du parc est aujourd'hui occupée par l'école privée La Prairie. Le parc du Sacré-Cœur, dont subsiste une partie sous forme de jardin public occupant la couverture du périphérique, a progressivement été remplacé par des résidences, les dernières constructions datant des années 2000. Les exploitations agricoles situées de l'autre côté de l'avenue de Rangueil ont elles été remplacées par la résidence Rangueil, l'université Paul Sabatier et l'INSA à partir des années 1960.
Une partie de Rangueil, au cœur du site universitaire, est classée quartier prioritaire avec 2 295 habitants en 2018, jusqu'à sa sortie de ce dispositif début 2024.

## Musique
Rangueil a donné son nom à l'une des messes les plus connues du père dominicain André Gouzes, la « messe de Rangueil », qui est présente dans son œuvre majeure, la Liturgie chorale du Peuple de Dieu, un corpus liturgique de plus de 3 000 pages.

Panorama de Toulouse depuis les hauteurs de Pech-David.

## Culture
Au sein de la maison de quartier, se trouve la médiathèque de Rangueil. Ouverte en 1982 et reconstruite en 1995, elle possède une collection de documents adulte et jeunesse.
Le quartier diffuse mensuellement son journal "Echos de Rangueil" en version papier et également en version numérique en ligne.